# Boukoki (Niamey)

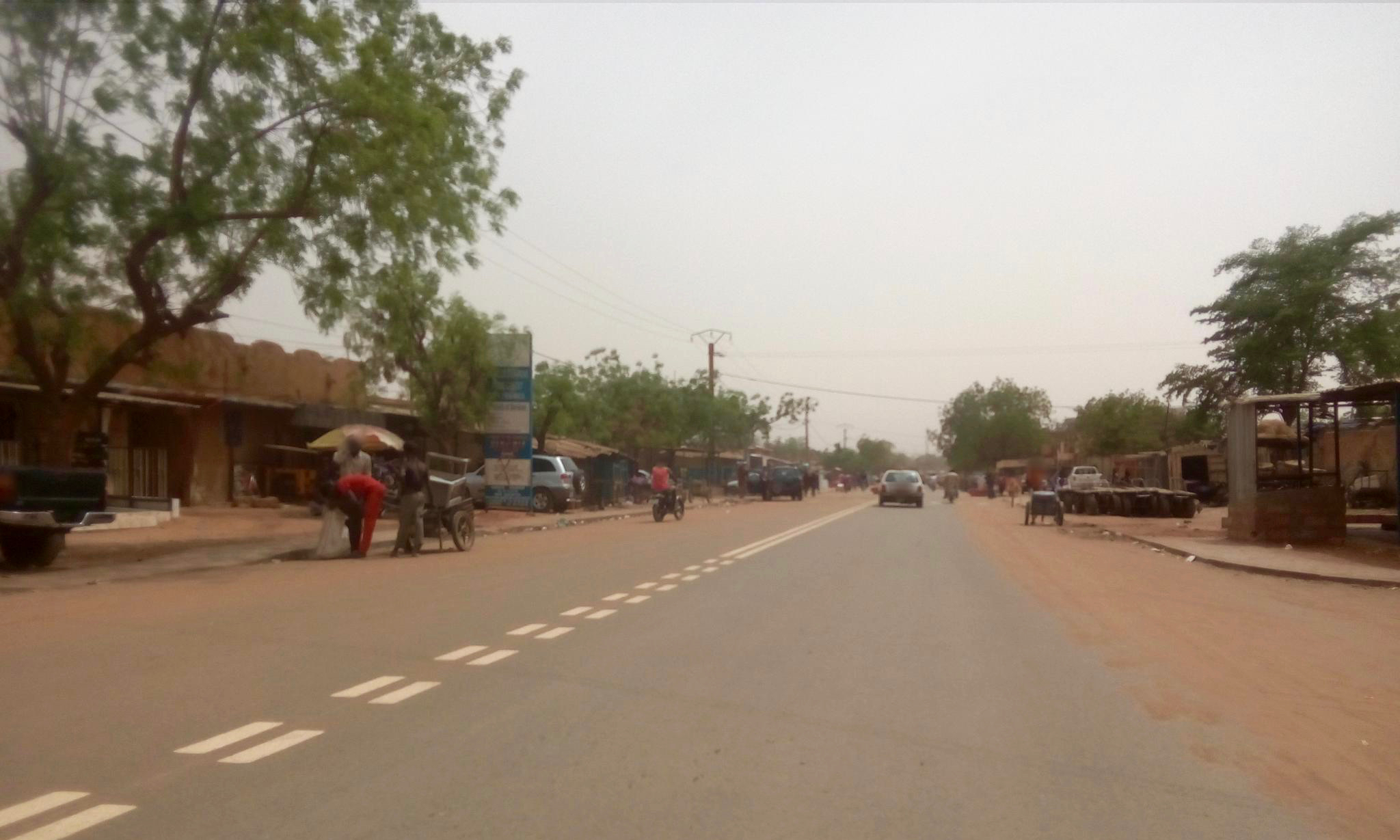
Die Avenue de l’Ader an der Grenze zwischen den Stadtvierteln Boukoki IV, hier auf der linken Seite, und Boukoki I, hier auf der rechten Seite (2018)

Boukoki ist ein Stadtteil von Niamey in Niger.

## Geographie
Der Stadtteil liegt nördlich des historischen Stadtzentrums von Niamey. Er besteht verwaltungsmäßig aus vier Stadtvierteln (quartiers): Boukoki I, Boukoki II und Boukoki III im Arrondissement Niamey II sowie Boukoki IV im Arrondissement Niamey III. Die vier Stadtviertel hatten bei der Volkszählung 2012 zusammen 50.415 Einwohner. Boukoki gehört zu den ärmsten Stadtteilen mit vielen hier ansässigen Bettlern und gilt als eine der bezüglich Raubüberfälle und Diebstähle gefährlichsten Gegenden von Niamey.
Das Standardschema für Straßennamen im Stadtteil ist Rue BK 1, wobei auf das französische Rue für Straße das Kürzel BK für Boukoki und zuletzt eine Nummer folgt. Dies geht auf ein Projekt zur Straßenbenennung in Niamey aus dem Jahr 2002 zurück, bei dem die Stadt in 44 Zonen mit jeweils eigenen Buchstabenkürzeln eingeteilt wurde.

## Geschichte
Der Stadtteil entstand im Jahr 1946 als Strohhütten-Siedlung von arbeitssuchenden Zuwanderern aus dem ländlichen Raum, die sich keinen Wohnraum im Stadtzentrum leisten konnten. Der Ortsname Boukoki bedeutet „Strohhütten“. Hier ließen sich viele Hausa-Zuwanderer aus Ader in Zentral-Niger nieder. Es kam häufig zu Bränden. Bei einem Feuer am 19. März 1969, dem bereits dritten in jenem Jahr, wurden 205 Strohhütten zerstört.
In den einzelnen Vierteln bildeten sich schließlich die Strohhütten der Anfangszeit ersetzende Wohnsiedlungen für Zuwanderer aus dem Landesinneren heraus, die zum Teil wegen der schlechten Ernährungslage am Land in die Hauptstadt zogen. Die erste öffentliche Grundschule, die Ecole primaire de Boukoki I, wurde 1971 gegründet. Von 1978 bis 1988 gehörte Boukoki zu den am stärksten wachsenden Stadtteilen von Niamey. Mit der Einteilung von Niamey in fünf Distrikte im Jahr 1979 wurde Boukoki Teil des 2. Distrikts, der 1989 mit dem 1. Distrikt in der Teilgemeinde Niamey I aufging, die wiederum 1996 in der bisherigen Form aufgelöst wurde.